# Liolaemus robustus
Espèce
Liolaemus robustus est une espèce de sauriens de la famille des Liolaemidae.

## Répartition
Cette espèce est endémique du Pérou.

## Publication originale
- Laurent, 1992 : On some overlooked species of the genus Liolaemus Wiegmann (Reptilia Tropiduridae) from Peru. Breviora, no 494, p. 1-33 (texte intégral).